# Hárommal több esküvő
A Hárommal több esküvő (eredeti cím: Tres bodas de más) 2013-as spanyol romantikus filmvígjáték Javier Ruiz Caldera rendezésében. A főbb szerepekben Inma Cuesta és Martiño Rivas látható.

## Cselekmény
Ruth tengerbiológus, kevesebb mint egy hónapon belül három volt barátja esküvőjére is meghívást kap. Mivel egyedülálló és képtelen visszautasítani a meghívásokat, sikerül meggyőznie új gyakornokát, Danit, hogy menjen vele. Az esküvők alatt rengeteg furcsa esemény történik, amelyek végül arra késztetik Ruthot, hogy eldöntse, kit szeretne maga mellett tudni a jövőben.

## Szereplők
| Szereplő    | Színész             | Magyar hang       |
| ----------- | ------------------- | ----------------- |
| Ruth        | Inma Cuesta         | Nemes Takách Kata |
| Dani        | Martiño Rivas       | Fehér Tibor       |
| Jonás       | Quim Gutiérrez      | Varga Gábor       |
| Pedro       | Berto Romero        | Kovács Lehel      |
| Mikel       | Paco León           | Anger Zsolt       |
| Álex        | Laura Sánchez López | Peller Mariann    |
| Lucía       | Sílvia Abril        | Sági Tímea        |
| Mónica      | Rossy de Palma      |                   |
| Ruth főnöke | María Botto         | Söptei Andrea     |
| Ruth apja   | Joaquín Reyes       | Tarján Péter      |
| Catalina    | Bárbara Santa Cruz  | Zakariás Éva      |

## Fontosabb díjak és jelölések
| Díj      | Kategória                    | Jelölt                      | Eredmény | Ref.  |
| -------- | ---------------------------- | --------------------------- | -------- | ----- |
| Goya-díj | legjobb női főszereplő       | Inma Cuesta                 | Jelölve  | [ 2 ] |
| Goya-díj | legjobb eredeti forgatókönyv | Pablo Alén és Breixo Corral | Jelölve  | [ 2 ] |
| Goya-díj | legjobb új színész           | Berto Romero                | Jelölve  | [ 2 ] |
| Goya-díj | legjobb gyártásvezetés       | Marta Sánchez de Miguel     | Jelölve  | [ 2 ] |
| Goya-díj | vágás                        | Alberto de Toro             | Jelölve  | [ 2 ] |
| Goya-díj | legjobb jelmeztervezés       | Cristina Rodríguez          | Jelölve  | [ 2 ] |
| Goya-díj | legjobb smink és frizura     | Eli Adánez és Sergio Pérez  | Jelölve  | [ 2 ] |

## Fordítás
- Ez a szócikk részben vagy egészben  a   Three Many Weddings című angol Wikipédia-szócikk ezen változatának fordításán alapul.  Az eredeti cikk szerkesztőit annak laptörténete sorolja fel. Ez a jelzés csupán a megfogalmazás eredetét és a szerzői jogokat jelzi, nem szolgál a cikkben szereplő információk forrásmegjelöléseként.